# Fugida a Egipte

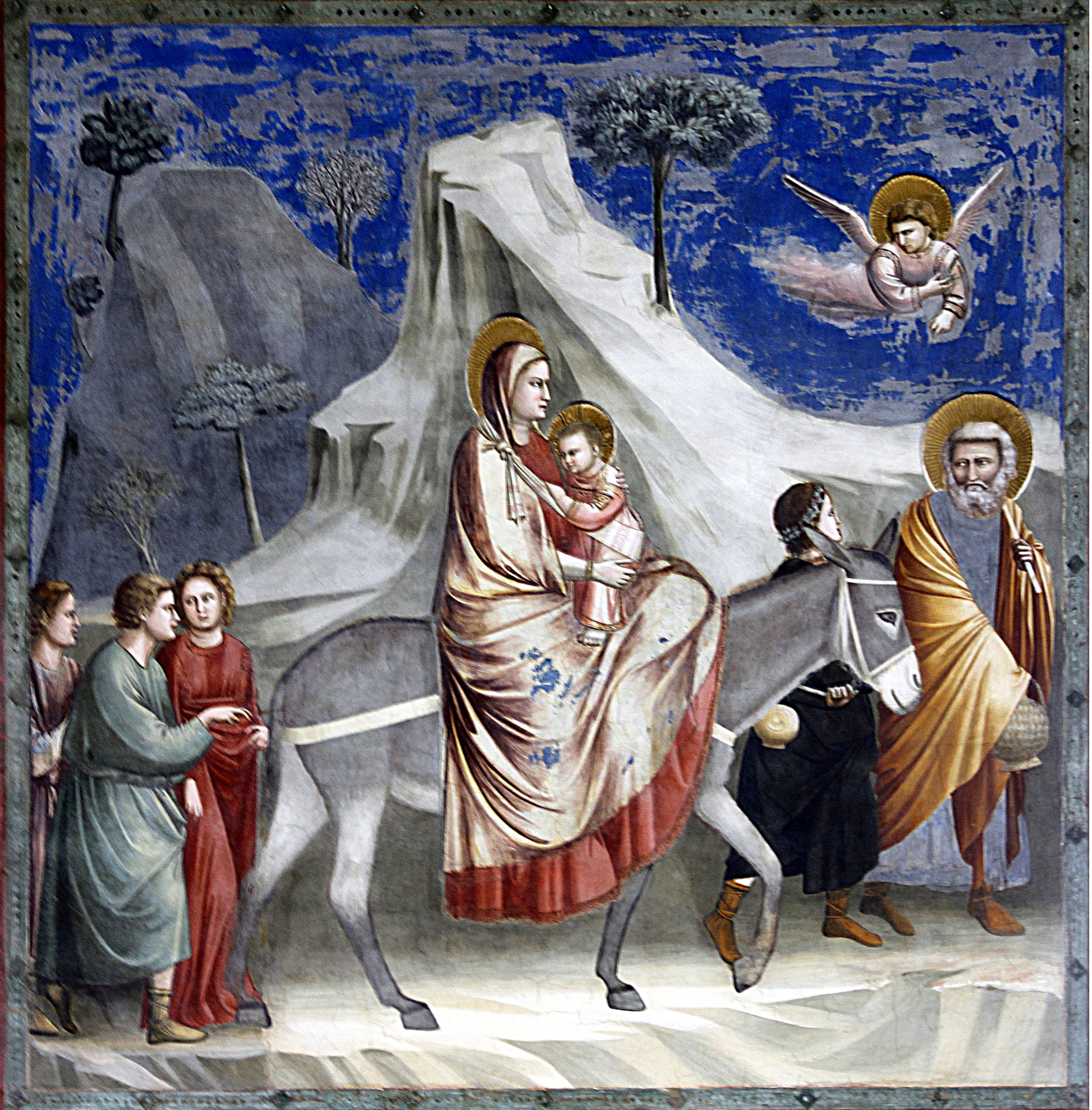
Representació de la Fugida a Egipte per Giotto (1304-06).

La fugida a Egipte és un relat contingut a l'Evangeli segons Mateu. Després de la visita dels Reis Mags, un àngel s'apareix en somnis a Josep de Natzaret i li comunica que el rei Herodes el Gran vol matar tots els infants per por que aparegui el Messies anunciat a la profecia i el tregui del poder. Llavors la seva parella, Maria, marxa a Egipte amb el seu fill per evitar la massacre dels innocents. Només a la mort del rei tornen a Palestina.
El relat no té base històrica demostrada i no apareix a la resta d'evangelis canònics. La fugida, però, va esdevenir un tema comú en l'art cristià (especialment a l'escola flamenca) i autors medievals narren els primers miracles de Jesús infant a Egipte a les seves obres literàries (com el creixement de palmeres i blat enmig del desert o el guariment de caminants).